# دوائر هايتي
تنقسم جمهورية هايتي إدارياً إلى 10 إدارات (بالفرنسية: Département ) في المستوى الإداري الأول . وفي المستوى الثاني تنقسم الإدارات إلى 42 دائرة (Arrondissement ) وفي المستوى الثالث تنقسم الدوائر إلى 140 بلدية (Communes ) وتنقسم في المستوى الرابع إلى 570 قسم بلدية (Communal Section).
تملك جمهورية هايتي 42 دائرة من ضمن 10 إدارات، وفي كل دائرة بلديتان وأكثر، وتعتبر الدوائر هي المستوى الإداري الثاني في الدولة، وفيما يلي قائمة الإدارات والدوائر الـ 42 التي تتبعها.

## القائمة

### إدارة أرتيبونيت
- دائرة ديسالين
- دائرة غوناييف
- دائرة جروس مورن
- دائرة مارميلادي
- دائرة سانت مارك

### الإدارة الوسطى (هايتي)
- دائرة سيرسا لا سورس
- دائرة هنش
- دائرة لاسكاهوباس
- دائرة مريباليس

### إدارة آنس الكبرى
- دائرة آنس هينولت
- دائرة كوريل
- دائرة جيريمي

### إدارة نيبيس
- دائرة آنس فيوي
- دائرة بارادريس
- دائرة ميراغوان

### الإدارة الشمالية (هايتي)
- دائرة آكل دونورد
- دائرة بورجن
- دائرة كاب هايتيان
- دائرة جراند ريفيري دونورد
- دائرة ليمبي
- دائرة بلايسانس
- دائرة سانت رافائيل

### الإدارة الشمال شرقية (هايتي)
- دائرة فورت ليبرتي
- دائرة أوانامينت
- دائرة ترو دو نورد
- دائرة فاليريس

### الإدارة الشمال غربية (هايتي)
- دائرة مول سانت نيكولاس
- دائرة بورت دي بيا
- دائرة سانت لويس دو نورد

### الإدارة الغربية (هايتي)
- دائرة آرساهاي
- دائرة كروكس ديس بوكيتس
- دائرة غوناف (جزيرة)
- دائرة يوغان
- دائرة بورت أو برانس

### الإدارة الجنوب شرقية (هايتي)
- دائرة بانيت
- دائرة بيلي آنس
- دائرة جاكميل

### الإدارة الجنوبية (هايتي)
- دائرة أكين
- دائرة ليس كايس
- دائرة تشاردونيريس
- دائرة كوتو
- دائرة بولت سالت

## روابط خارجية
- Code Postal Haitien
- Haiti-Référence 7320. - Arrondissements et communes d’Haiti